# Entroncamento
Entroncamento ist eine Stadt in Portugal und Verwaltungssitz des gleichnamigen Kreises. Sie liegt im Distrikt Santarém und hat 20.065 Einwohner (2004).

## Geschichte
Entroncamento (wörtlich: Verzweigung) entstand 1864 durch einen Eisenbahnknoten der Linien Lissabon–Porto (Linha do Norte) und der Linha do Leste, die von Abrantes nach Spanien führt. Die Eisenbahnerstadt, gehörte vom 24. August 1926 bis 1945 zu Vila Nova da Barquinha, wurde aber am 26. November 1945 eine eigenständige Gemeinde und zur Kleinstadt erhoben. Am 20. Juni 1991 wurde Entroncamento zur Stadt erhoben.

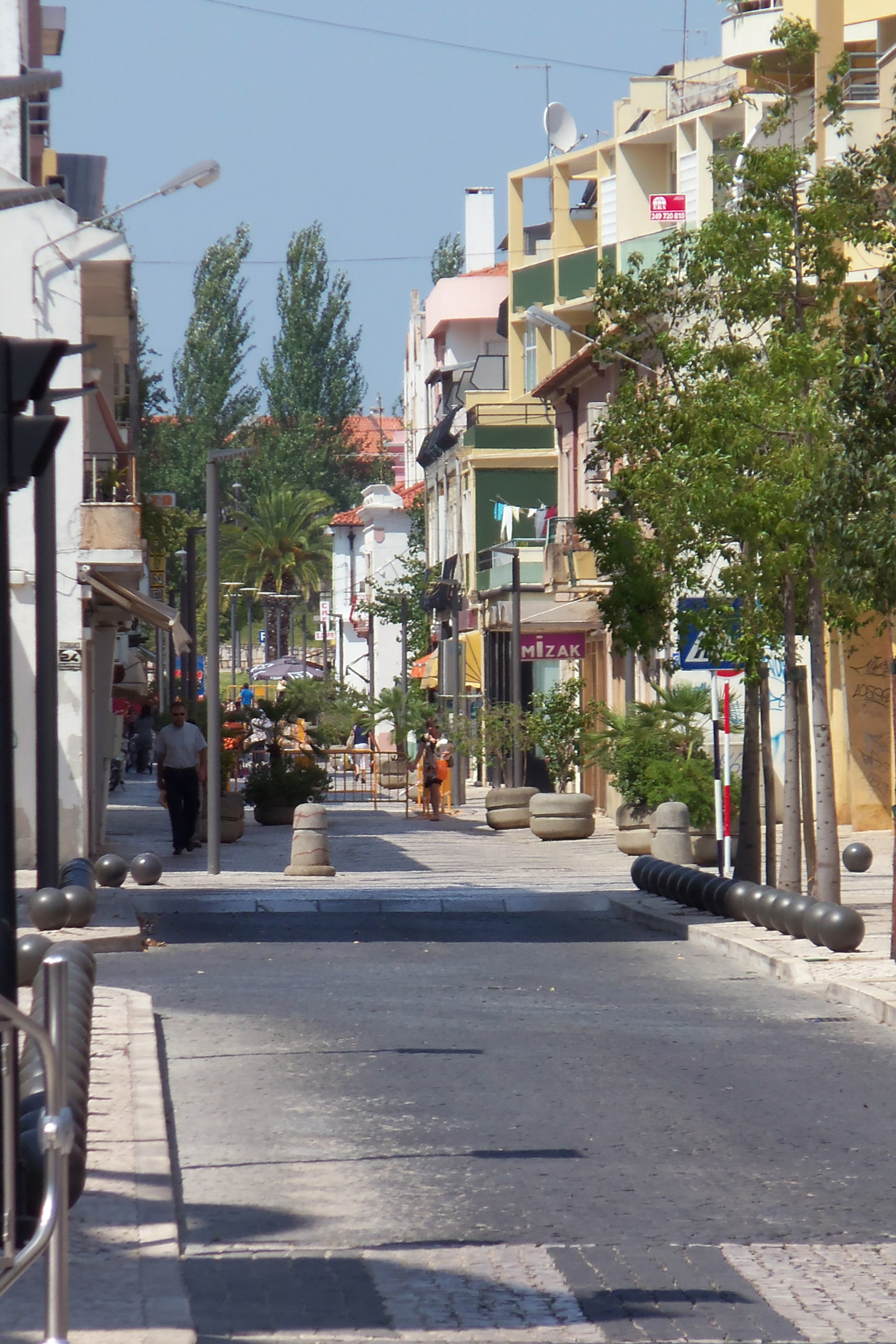
Fußgängerzone Entroncamento

## Eisenbahnknotenpunkt
In Entroncamento befindet sich nicht nur der einzige Rangierbahnhof und das zentrale Ausbesserungswerk Portugals, sondern auch das Nationale Eisenbahnmuseum, das Museu Nacional Ferroviário. Es wurde am 17. Februar 2005 gegründet. Am 20. Juni 2008 wurde der neue Lokschuppen eingeweiht. Er steht an der Stelle eines Bauwerks aus den 1960er Jahren, das 1976 abgerissen wurde. Das Museum ist täglich, außer montags, geöffnet (14:00 bis 17:30 Uhr, Führungen auf Portugiesisch zur vollen Stunde).
|  |  |  |

## Kreis Entroncamento
Der Kreis Entroncamento besteht aus zwei Freguesias:
| Gemeinde                | Einwohner (2021) | Fläche km² | Dichte Einw./km² | LAU- Code |
| ----------------------- | ---------------- | ---------- | ---------------- | --------- |
| Nossa Senhora de Fátima | 12.849           | 9,17       | 1.402            | 141002    |
| São João Baptista       | 7.292            | 4,56       | 1.599            | 141001    |
| Kreis Entroncamento     | 20.141           | 13,73      | 1.467            | 1410      |

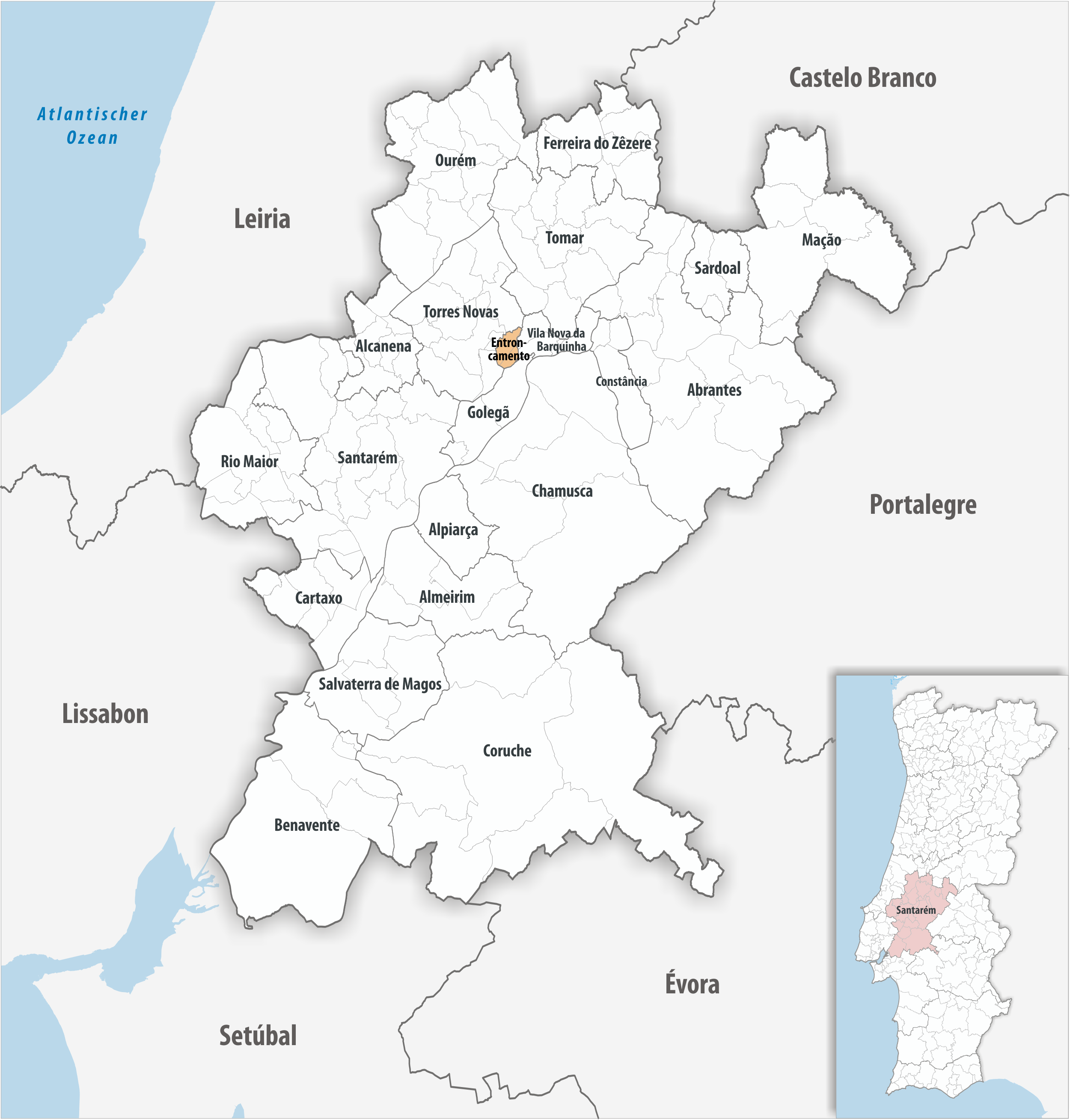
Kreis Entroncamento

Die Nachbarkreise sind (im Uhrzeigersinn im Norden beginnend): Vila Nova da Barquinha, Golegã und Torres Novas.
| Bevölkerungsentwicklung Kreis Entroncamento | Bevölkerungsentwicklung Kreis Entroncamento | Bevölkerungsentwicklung Kreis Entroncamento | Bevölkerungsentwicklung Kreis Entroncamento | Bevölkerungsentwicklung Kreis Entroncamento | Bevölkerungsentwicklung Kreis Entroncamento | Bevölkerungsentwicklung Kreis Entroncamento | Bevölkerungsentwicklung Kreis Entroncamento |
| ------------------------------------------- | ------------------------------------------- | ------------------------------------------- | ------------------------------------------- | ------------------------------------------- | ------------------------------------------- | ------------------------------------------- | ------------------------------------------- |
| 1950                                        | 1960                                        | 1981                                        | 1991                                        | 2001                                        | 2004                                        | 2008                                        | 2011                                        |
| 6.804                                       | 7.355                                       | 11.976                                      | 14.226                                      | 18.174                                      | 20.065                                      | 21.751                                      | 20.206                                      |

## Städtepartnerschaften
Entroncamento pflegt partnerschaftliche Beziehungen zu
- Mosteiros (Kap Verde)
- Penafiel (Portugal)
- Villiers-sur-Marne (Frankreich)
- Friedberg, Hessen, (Deutschland), seit 21. Juli 2015